# Jose Rodolfo Villarreal-Hernandez
Jose Rodolfo Villarreal-Hernandez dit « El Gato » (né le 16 janvier 1978) est un fugitif mexicain et chef d'un cartel de la drogue qui a été ajouté à la liste des dix fugitifs les plus recherchés du FBI le 13 octobre 2020.  

## Biographie
Jose Rodolfo Villarreal-Hernandez, également connu sous le nom de « El Gato », est recherché pour avoir orchestré le meurtre de Juan Jesús Guerrero Chapa,  qui a été commis le 22 mai 2013 à Southlake, Texas et il est également soupçonné d'être responsable de nombreux meurtres au Mexique.
Villarreal-Hernandez était, en 2020, le 524e fugitif à être placé sur la liste des dix fugitifs les plus recherchés du FBI.
Le programme de récompenses contre le crime organisé transnational du département d'État des États-Unis offre une récompense pouvant atteindre 1 million de dollars pour toute information menant directement à son arrestation.